# Anders Caringer
Anders Carl Gunnar Caringer, född 5 januari 1948 i Västerås, Västmanlands län, är en svensk kompositör, textförfattare, sångare och pedagog. 
Caringer skapade, ledde och skrev texter och musik till ungdomskören Teofil under första hälften av 1970-talet. Under åren 1994–2004 var han med i pop- och rockgruppen Poplinrock.
Caringer är en trubadur som också verkat som musik- och dramalärare, hälsocoach och under tre år fängelsepastor vid Salbergaanstalten i Sala. 2013 gav han ut diktsamlingen Numera behöver jag nu mera. Han är också korsordskonstruktör och gav 2006 ut korsordsboken Vågat & Lodigt.
År 2013 var han en av mottagarna av Anders Frostenson-stipendiet.

## Diskografi
- LP-skivorna: Valfrid (1976), Cellstoff (1978) och Du nya, du fria (1982)
- CD-skivorna ”Caringer Live” (2006), ”Eld, Jord, Vatten” trippel-CD (2011)

## Musikverk
Barn- och ungdomsmusikaler:
- Dagen det regnade färger (om att kliva ur sin gråa vardag, lyfta blicken och se fler färger)
- Planeten Pax (om växa i självkänsla och att så fred)
- Valarnas Drottning (om utrotningshotade Antarktisdjur)
- Fest (om när seriehjältarna Fantomen, Tarzan, Asterix, Bamse m fl blir gamla)
- För fulla sekel (om viktiga och avgörande händelser under 1900-talet)
- Naturskolan (en fabel om skolan och om respekt för barn)

Kördramatisk mässa i 4 akter för kör och orkester:
- SkilsMässa